# Esaie Djikoloum
Esaie Djikoloum (* 3. Oktober 1991 in N’Djamena) ist ein tschadischer Fußballspieler.
Zur Qualifikation für die Fußball-Weltmeisterschaft 2010 bestritt er drei Länderspiele.